# Werner Ziegenfuß
Werner Ziegenfuß (* 16. Oktober 1904 in Essen; † 12. Juli 1975 in Berlin) war ein Soziologe, Autor und Hochschullehrer. In den 1950er Jahren wurden ihm homosexuelle Verhaltensweisen vorgeworfen, woraufhin er aus dem öffentlichen Dienst entlassen wurde und wirtschaftlich ruiniert war.

## Leben
Ziegenfuß war der Sohn von Friedrich Heinrich Ziegenfuß aus Rethem an der Aller, Mitkonstrukteur der „Dicken Berta“ bei Krupp in Essen. Die Mutter starb am 14. Juni 1963 in Berlin.
Nach dem Abitur am Wettiner Gymnasium in Dresden am 9. März 1923 studierte er 1923–1924 Rechts- und Staatswissenschaften sowie Philosophie an der Universität Hamburg, 1924–1927 zusätzlich Soziologie und Ethnologie an der Universität Berlin und schloss sein Studium am 16. Dezember 1926 mit der Promotion zum Dr. phil. summa cum laude ab.

### Wissenschaftliche Karriere
1927–1928 arbeitete Ziegenfuß an einer Habilitationsschrift und war 1928–1933 Oberassistent am Philosophischen Seminar der Universität Berlin. Am 1. Mai 1933 trat er in die NSDAP ein und war auch Mitglied der SA, doch schon 1933 wurde er zweimal aus politischen Gründen inhaftiert. Am 30. Oktober 1933 begann er seine Arbeiten am Philosophischen Lexikon, das zu einem geschätzten Nachschlagewerk für Philosophen wurde. Aus politischen Gründen wurde ihm die Habilitation versagt. 1935 wechselte er als wissenschaftliche Hilfskraft an das Soziologische Seminar der Universität Hamburg. Ab 1936 leitete er das Bildungswesen der Konsumvereine im Reichsbund der deutschen Verbrauchergenossenschaften, bevor er 1939–1940 als freier Forscher in Berlin tätig wurde. Von 1940 bis 1942 arbeitete Werner Ziegenfuß im Wirtschaftspädagogischen Seminar der Wirtschaftshochschule in Berlin mit. In diese Zeit fällt auch seine Habilitation für Wirtschaftspädagogik an der Wirtschaftshochschule Berlin am 16. Juli 1941. Am 19. März 1942 erfolgte die Ernennung zum Dozenten für Wirtschaftspädagogik. Neben seiner Lehrtätigkeit an der Wirtschaftshochschule in Berlin arbeitete er von Januar 1942 bis April 1943 als wissenschaftlicher Hilfsarbeiter im Referat für Wirtschaftspropaganda der Informationsabteilung des Auswärtigen Amtes. 1943 wurde er zum Wehrdienst in Frankreich und Pommern einberufen, konnte aber zeitweilig seiner Lehrtätigkeit weiter nachgehen. Von Juni bis September 1944 war er erneut in der Kulturpolitischen Abteilung des AA tätig, wurde dann wieder eingezogen. Am 25. Mai 1945 konnte er aus dem Lazarett in Schwerin entlassen werden.
Nach Kriegsende arbeitete er bei Aufenthalten an verschiedenen Orten (z. B. Hamburg, Lüneburg, Grimma) weiter am Philosophenlexikon, bevor er 1947 Mitarbeiter am Ostberliner Verlag Volk und Wissen wurde. Am 19. November 1947 wurde er im Entnazifizierungsverfahren entlastet. Neben der Arbeit am Philosophenlexikon, das 1949 und 1950 in zwei Bänden erschien, arbeitete er auch an der Reihe „Lebendige Soziologie“ mit. Bis 1952 lehrte er an der TU Berlin als Privatdozent und der Deutschen Hochschule für Politik, Berlin, bevor er am 21. Juli 1952 zum ordentlichen Professor für Soziologie an der Handelshochschule Nürnberg ernannt wurde. Dort lehrte er bis 1956, wo er nach einem Verweis wegen eines Dienstvergehens durch die Bayerische Dienststrafkammer Ansbach (13. Februar) am 29. Oktober 1956 durch Urteil des Bayerischen Dienststrafhofes München aus dem Dienst entlassen wurde. Grund der Entlassung waren ihm vorgeworfene homosexuelle Verhaltensweisen.

### Verarmung und Suizid
1955–1956 erschien sein Handbuch der Soziologie. 1959 nahm er an einem Lehrgang für Spritzlackierer teil, arbeitete als Versicherungsvertreter und war danach arbeitslos. 1960 verdiente er sich als Packer in einer Kommissionsbuchhandlung, Bauarbeiter im Zoologischen Garten Berlin und Hilfsarbeiter im Siebdruck seinen Lebensunterhalt. Nach einem Kollaps auf dem S-Bahnhof Berlin Westkreuz am 2. April 1961 stellte er ein Gnadengesuch auf Wiederherstellung des Beamtenrechts und erlitt am 13. August 1962 einen Herzinfarkt, wodurch er arbeitsunfähig wurde. Am 23. Januar 1963 erfolgte die Ablehnung des Antrags auf Belassung des Professorentitels, die ihm zumindest einige Einkünfte in Form einer Rente gewährt hätte. Erst am 1. Mai 1972 wurde ihm eine Erwerbsunfähigkeitsrente gewährt.
Am 12. Juli 1975 beging Werner Ziegenfuß in Berlin Suizid durch Fenstersturz. Er wurde am 24. Juli 1975 eingeäschert. Die Urne wurde am 25. Mai 1976 im Familiengrab – mütterlicherseits – auf dem Johannesfriedhof in Dresden beigesetzt.
Laut Bernd-Ulrich Hergemöller zählte er neben dem Regierungspräsidenten Franz Grobben und dem Juristen Botho Laserstein zu den prominentesten Opfern der Homosexuellenverfolgung in der Adenauerzeit.

## Schriften (Auswahl)
- Die phänomenologische Ästhetik, nach Grundsätzen und bisherigen Ergebnissen kritisch dargestellt.  (= Dissertationsschrift), Noske, Borna/Leipzig 1928. Auch: A. Collignon, Berlin 1928.
- Vom Kulturstaat der Deutschen. A. Collignon, Berlin 1931.
- Versuch über das Wesen der Gesellschaft. Buske, Leipzig 1935.
- Eugen Hauer, Werner Ziegenfuß, Gertrud Jung: Philosophenlexikon. Mittler, Berlin 1937. Lieferungen 1–6 (mehr nicht erschienen).
- Die genossenschaftliche Wirtschaftsform. Kohlhammer, Stuttgart 1939.
- Der Mensch und die Gestaltung der Wirtschaft. Eine Untersuchung über die geistig-gesellschaftlichen Zusammenhänge von Wirtschaft und Erziehung. Kohlhammer, Stuttgart 1943.
- Theater und Gesellschaft. Stichnote, Potsdam 1946.
- Augustin. Christliche Transzendenz in Gesellschaft und Geschichte. de Gruyter, Berlin 1948.
- Gerhart Hauptmann. Dichtung und Gesellschaftslehre des bürgerlichen Humanismus. de Gruyter, Berlin 1948.
- Lenin. Soziologie und revolutionäre Aktion im politischen Geschehen. de Gruyter, Berlin 1948.
- Die Genossenschaften. de Gruyter, Berlin 1948.
- Die bürgerliche Welt. de Gruyter, Berlin 1949.
- Die Überwindung des Geschmacks. Stichnote, Potsdam 1949.
- Philosophen-Lexikon. Handwörterbuch der Philosophie nach Personen. Unter Mitwirkung von Gertrud Jung verfaßt und herausgegeben von Werner Ziegenfuß. de Gruyter, Berlin 1950, ISBN 978-3-11-002896-6.
  - Philosophen-Lexikon. Band 1, A–K. de Gruyter, Berlin 1949.
  - Philosophen-Lexikon. Band 2, L–Z. de Gruyter, Berlin 1950.
- Jean Jaques Rousseau. Palm & Enke, Erlangen 1952.
- Der Mensch als Gesellschaftswesen und der Betrieb. Duncker & Humblot, Berlin 1953, ISBN 978-3-428-01743-0.
- Gesellschaftsphilosophie. Grundzüge der Theorie von Wesen und Erkenntnis der Gesellschaft. Enke, Stuttgart 1954.
- Handbuch der Soziologie. Erste Hälfte. Enke, Stuttgart 1955.
- Handbuch der Soziologie. Zweite Hälfte. Enke, Stuttgart 1956.

## Wissenschaftlicher Nachlass
Der wissenschaftliche Nachlass wurde durch testamentarische Verfügung dem Soziologen Heinrich Stieglitz übergeben. Dieser hat dafür an der Universität Regensburg das Werner Ziegenfuß Archiv eingerichtet.